# Radioaktiva Räker

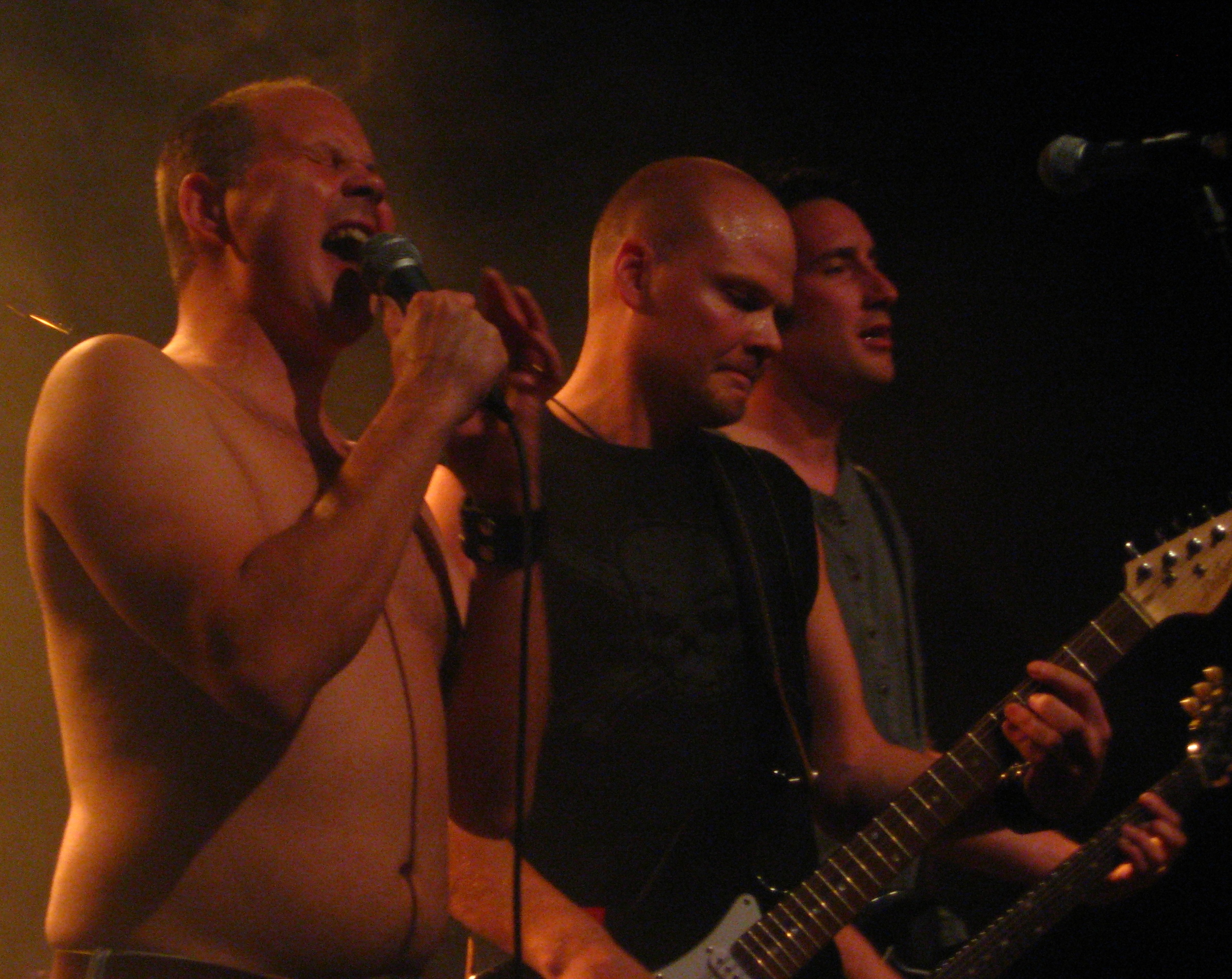
Radioaktiva Räker

Radioaktiva Räker ist eine schwedische Punkband aus Hofors, die 1991 von Johan Antilla gegründet wurde. 2001 hörte die Band auf, tourte jedoch 2003 wieder durch Schweden.
Besetzung:
- Johan Antilla – Gesang und Gitarre
- Jonas Lund – Schlagzeug
- Mattias Johansson – Bass und Gesang
- Jimmy Petersson – Gitarre

## Diskografie
- Ur askan ur elden Demo (1991)
- Sanningen Demo (1992)
- Verkligheten EP (1993)
- Labyrint CD (1994)
- Bakom spegeln CD-Single (1994)
- Res dig upp CD (1996)
- Döda mej inte så dödar jag inte dej (auch Döda mig inte så dödar jag inte dig) CD (1998)
- Tro inte allt Best-Of-LP (1998)
- Finito CD (2003)